# Triple Agent - Agente speciale
Triple agent è un film del 2004 diretto da Éric Rohmer.

## Trama
Nella Parigi del 1936, all'epoca della vittoria elettorale del Fronte popolare, Fiodor è un generale russo dell'Armata Bianca in esilio in Francia, vicedirettore dell'Associazione degli ex-combattenti dell'Esercito Russo.
La moglie greca Arsinoè si dedica alla pittura e fa amicizia con i vicini comunisti. In luglio scoppia la Guerra civile spagnola e Fiodor dice di recarsi in viaggio a Bruxelles, ma in seguito Arsinoè scopre da un'amica che il marito è stato visto a Berlino, mentre entrava nel Ministero degli Interni, e inizia a sospettare che il marito sia filonazista.
Nell'aprile 1937 Arsinoè si ammala e col marito si trasferiscono in campagna. Fiodor parla alla moglie della possibilità di trasferirsi in Russia. Il 22 settembre 1937 il generale Dobrinsky, capo dell'Associazione dei reduci viene rapito e Fiodor, che era con lui, dice alla moglie che il rapimento è avvenuto sotto i suoi occhi ma che lui non c'entra; nell'ufficio dell'Associazione gli viene mostrato un messaggio lasciato dal suo superiore, che lo compromette indicandolo come l'ideatore dell'appuntamento fatale. A questo punto Fiodor è costretto a fuggire e se ne perdono le tracce definitivamente.
Arsinoè viene condannata, seppur con prove assai deboli, con l'accusa di complicità nel rapimento. In prigione la tubercolosi peggiora e le viene amputato un piede. Nel 1940 muore.
Nel 1943, dopo l'invasione nazista, negli uffici dell'associazione un russo, un nazista e un poliziotto collaborazionista ricostruiscono la fuga di Fiodor, alla luce di nuovi elementi casualmente scoperti quali la complicità di un vicino di casa.

## Ispirazione
Per questo film Rohmer si è ispirato all'affare Miller-Skboline.
Il 22 settembre 1937 il generale zarista in esilio Evgenij Karlovič Miller, presidente de "l'Unione degli ex combattenti russi all'estero", fu oggetto di un rapimento organizzato da un altro esiliato russo ed agente sovietico: il generale Skobline.
La moglie di Skobline, la celebre cantante russa Nadejda Vinikova detta «la Plevitskaïa», benché probabilmente innocente, venne considerata complice e condannata a 20 anni di lavori forzati: morirà in prigione nel 1940.

## Distribuzione
Il film è stato proiettato al Berlin International Film Festival il 13 febbraio 2004 e successivamente al Belgrade Film Festival il 7 marzo successivo.
È stato distribuito nelle sale cinematografiche francesi dalla Rézo Films il 17 marzo 2004.
In Italia venne distribuito dalla BIM Distribuzione il 1º giugno 2005, mentre in TV verrà trasmesso su Rai 3 la notte del 20 novembre 2021.